# Белџум (Илиноис)
Белџум (енгл. Belgium) град је у америчкој савезној држави Илиноис.

## Демографија
По попису из 2010. године број становника је 404, што је 62 (-13,3%) становника мање него 2000. године.
| Група             | 2000.       | 2010.       |
| Белци             | 452 (97,0%) | 390 (96,5%) |
| Афроамериканци    | 0 (0,0%)    | 2 (0,5%)    |
| Азијати           | 0 (0,0%)    | 1 (0,2%)    |
| Хиспаноамериканци | 11 (2,4%)   | 2 (0,5%)    |
| Укупно            | 466         | 404         |